# Церква Зоравар
Церква Зоравар (Єгвардський монастир Св. Теодороса) знаходиться за 3 км на північний схід від Єгварда (Котайкський марз, Вірменія) — біля підніжжя гори Аралер. Її в 661–685 рр. побудував Григорій Маміконян, який володів Аштаракськими землями.
Складається з двох об'ємів. Нижній являє собою зовні вісімнадцятигранник з вісьмома великими трикутними в плані нішами, влаштованими у товщі стін між апсидами, верхній об'єм — дванадцятигранний барабан, увінчаний пірамідальної покрівлею. Барабан всередині циліндричний. В інтер'єрі тричвертні колони між апсидами несуть арки, які разом з арками апсид підтримують барабан купола. Перехід до купола — вітрильний.
Оздоблення пам'ятника — карнизи з великим виносом, прикрашені плетеним орнаментом, а також фанатом з листям. Архивольт вікон з геометричним орнаментом, напівколонки в глибині зовнішніх ніш — все це збагачує монументальний образ цієї невеликої будівлі.
Церква споруджена під впливом щойно закінченого тоді багатоярусного Звартноца. Нині наполовину зруйнований, баштоподібний восьмикутник Зоравара, звичайно, поступався за своїми масштабами Нерсесову храму, але майстер зумів вловити і по-своєму передати оригінальну архітектурну ідею Звартноца. Церква Зоравора мала зіркоподібний план, всередині купол підтримували вісім колон, між якими були перекинуті арки.